# 龍積寺 (館林市)
龍積寺（りゅうしゃくじ）は、群馬県館林市にある真言宗豊山派の寺院。

## 歴史
1394年（応永元年）、赤井照光の開基である。照光は青柳城の城主である。年代不詳であるが慶吽和尚が中興したと伝えられている。後年の位牌の調査から、開山は慶鑁和尚であることが判明した。
後に赤井氏が青柳城から大袋城に拠点を移したため寺運衰微したが、江戸時代になり復興している。
境内には、薬師・観音堂があるが、これは明治初期に廃寺となった寺から移されたものという。

## 交通アクセス
- 茂林寺前駅より徒歩20分。